# Inkretyny
Inkretyny – grupa hormonów jelitowych zwiększających poposiłkowe wydzielanie insuliny przez komórki β wysp trzustkowych, jeszcze zanim dojdzie do poposiłkowego wzrostu stężenia glukozy we krwi. Powodują one także zwolnienie wchłaniania substancji pokarmowych przez zwolnienie opróżniania żołądka i bezpośrednie zmniejszenie pobierania pokarmu. Innym działaniem inkretyn jest zmniejszenie wydzielania glukagonu przez komórki α wysp trzustkowych. 
Przedstawiciele tej grupy hormonów jelitowych to glukagonopodobny peptyd 1 (GLP-1) i glukozozależny peptyd insulinotropowy (GIP). Oba hormony są szybko inaktywowane przez peptydazę dipeptydylową 4 (DPP-4). Amid GLP-1 (7-36) nie nadaje się na lek do powszechnego stosowania, gdyż musi być podawany w ciągłym wlewie podskórnym.
Opracowano kilka długodziałających analogów inkretyn odznaczających się działaniem insulinotropowym, z których jeden (eksenatyd) został wprowadzony do lecznictwa (inny to liraglutyd). Główną niedogodnością w stosowaniu tego typu leków jest to, że muszą one być podawane w postaci iniekcji podskórnej.